# Flughafen Santa Fe (Argentinien)

i8
i11
i13
Der Flughafen Santa Fe (offiziell: Aeropuerto de Sauce Viejo) ist ein argentinischer Flughafen nahe der Stadt Santa Fe in der gleichnamigen Provinz. Er befindet sich im Örtchen Sauce Viejo, nach dem der Flughafen benannt worden ist. Der Flughafen wurde 1955 eröffnet und 2005 erneuert und modernisiert. Es werden regelmäßig Flüge nach Buenos Aires angeboten.

## Fluggesellschaften und Flugziele
| Fluggesellschaft      | Ziele                      |
| --------------------- | -------------------------- |
| Aerolíneas Argentinas | Buenos Aires-Jorge Newbery |
| Quellen:              |                            |